# Воевода (пьеса)
«Воевода» («Сон на Волге») — комедия в пяти действиях, с прологом, в стихах Александра Островского. Написана в 1865 году. Впервые опубликовано в «Современнике», 1865, N 1.
Замысел пьесы возник во время поездки драматурга по Волге в качестве участника «литературной экспедиции». Осенью 1857 года Островский сообщал Николаю Некрасову о своём намерении написать «целый ряд пьес под общим заглавием „Ночи на Волге“», одной из которых должна была быть «Воевода».
По свидетельству Николая Лескова А. Н. Островского очень ценил литературный критик Евгений Эдельсон, который «только и говорил об Островском и все жалел о том, что его „Воевода“ не пользуется у публики тем вниманием, на которое имеет всякое право».
По пьесе «Воевода» написаны одноимённая опера Петра Чайковского и опера Антона Аренского «Сон на Волге».

## Сюжет
Действие происходит в большом городе на Волге, во второй половине XVII столетия.

## Действующие лица
- Нечай Григорьевич Шалыгин, воевода.
- Облезлов, подьячий, товарищ воеводы.
- Семен Бастрюков, богатый дворянин, бывший губной староста.
- Степан Бастрюков, его сын.
- Неустройко, ключник воеводы.
- Бессудный, шут воеводы.
- Heждан, земский староста.
- Роман Дубровин, беглый посадский.
- Влас Дюжой, богатый посадский.
- Настасья, жена его.
- Смирной и Дружина, посадские из лучших люден.
- Несмеянов, старик.
- Брусенин, Цаплин, Тыра, посадские из средних людей.
- Баим, стрелецкий сотник.
- Гришка Жилка, отставной подьячий.
- Резвый, слуга Бастрюкова.
- Бирюч.

Дворяне, дети боярские, посадские, стрельцы, служилые люди, воеводские слуги и всякий народ. Слуги Бастрюкова.